# Kew Gardens
I Kew Gardens sono un esteso complesso di serre e giardini ubicati fra Richmond upon Thames e Kew, a circa 10 km a sud-ovest di Londra, in Inghilterra. Sono gestiti da un Non-departmental public body, chiamato Royal Botanic Gardens, Kew.

## Storia
I Kew Gardens originano dal giardino esotico della Kew House creata da Lord Capel di Tewkesbury, successivamente ampliato dalla principessa Augusta, vedova di Federico di Hannover, Principe di Galles, per il quale Sir William Chambers costruì parecchie nuove strutture, tra le quali attualmente rimane la pagoda cinese del 1761. Giorgio III arricchì i giardini, aiutato dalla abilità di William Aiton e di Sir Joseph Banks. La vecchia Kew House fu demolita nel 1802. La Dutch House fu commissionata da Giorgio III nel 1781 come nursery per i rampolli reali. Si tratta di una semplice struttura in mattoni oggi nota come Kew Palace.
Nel 1840 i giardini ebbero ufficialmente riconosciuto lo status di Orto botanico nazionale. Sotto la direzione di William Hooker la superficie dei giardini fu incrementata sino a 30 ha e l'annesso arboretum si estese sino ai 130 ha attuali. Nel corso del XIX secolo i Kew Gardens furono il luogo in cui per la prima volta lo sforzo di coltivare l'albero della gomma fuori dal Sud America fu coronato da successo. Nel 2000 si sono fatti promotori e poi coordinatori del Millennium Seed Bank Project, progetto di Banca dei semi per la tutela della biodiversità dei semi. Nel luglio 2003, i Kew Gardens sono stati inseriti nella lista dei Patrimoni dell'umanità dall'UNESCO.

## Strutture e collezioni
Kew Gardens è divenuto al giorno d'oggi un centro di ricerca botanica di primo livello, un terreno di addestramento per giardinieri professionisti, nonché una popolare attrazione per i visitatori.

### Le serre

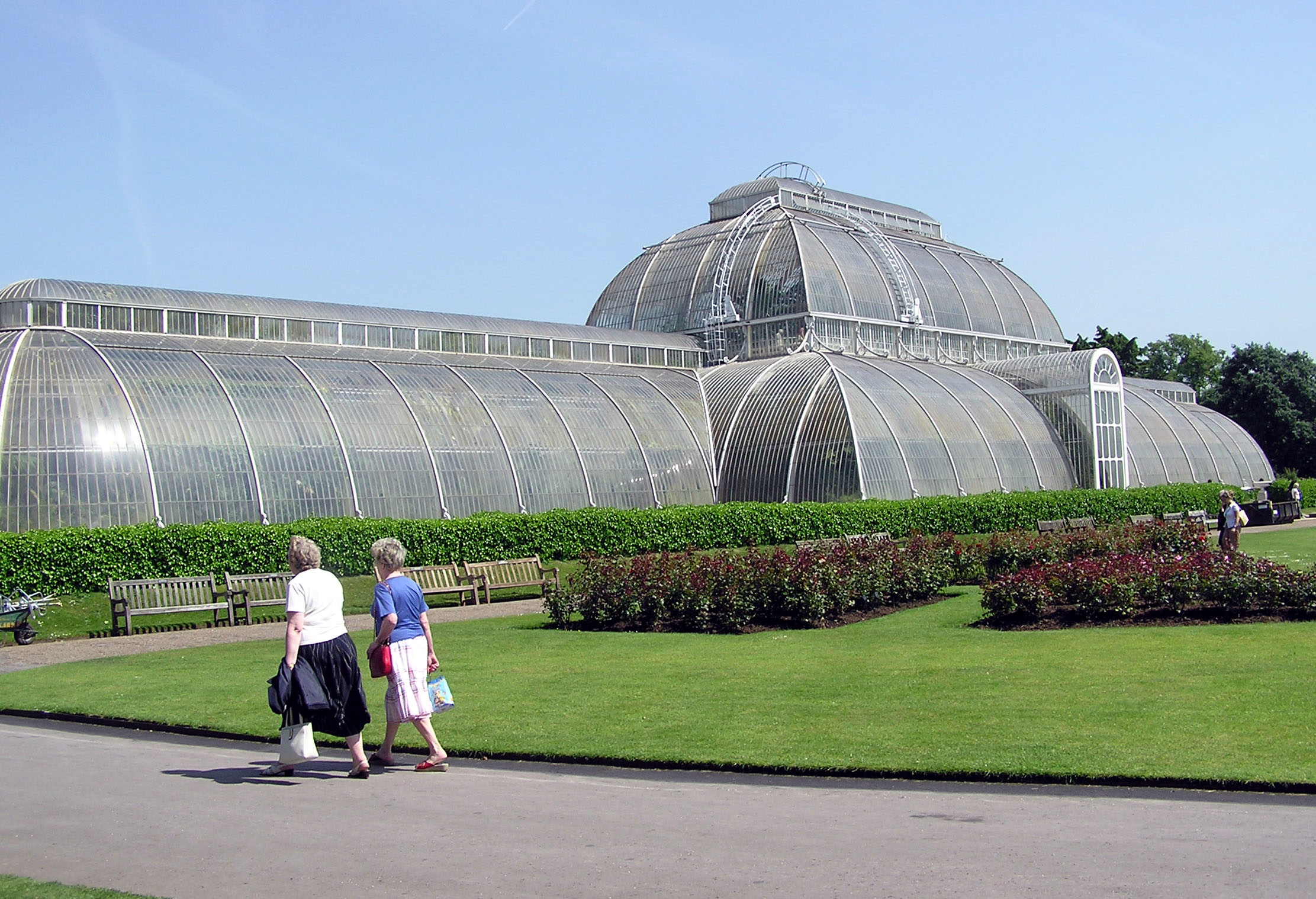
Palm House

La Palm House fu costruita dall'architetto Decimus Burton tra il 1841 e il 1849, e fu la prima grande opera architettonica che utilizzava strutture in ferro su larga scala. È divenuta il simbolo dei Kew gardens. Fu creata specificamente per ospitare le collezioni di palme esotiche che nell'epoca vittoriana venivano introdotte in Europa. Al suo interno sono state ricreate condizioni simili a quelle della foresta tropicale. Ospita numerose specie di palme e cicadi, suddivise per aree geografiche, molte delle quali minacciate di estinzione nel loro ambiente naturale.

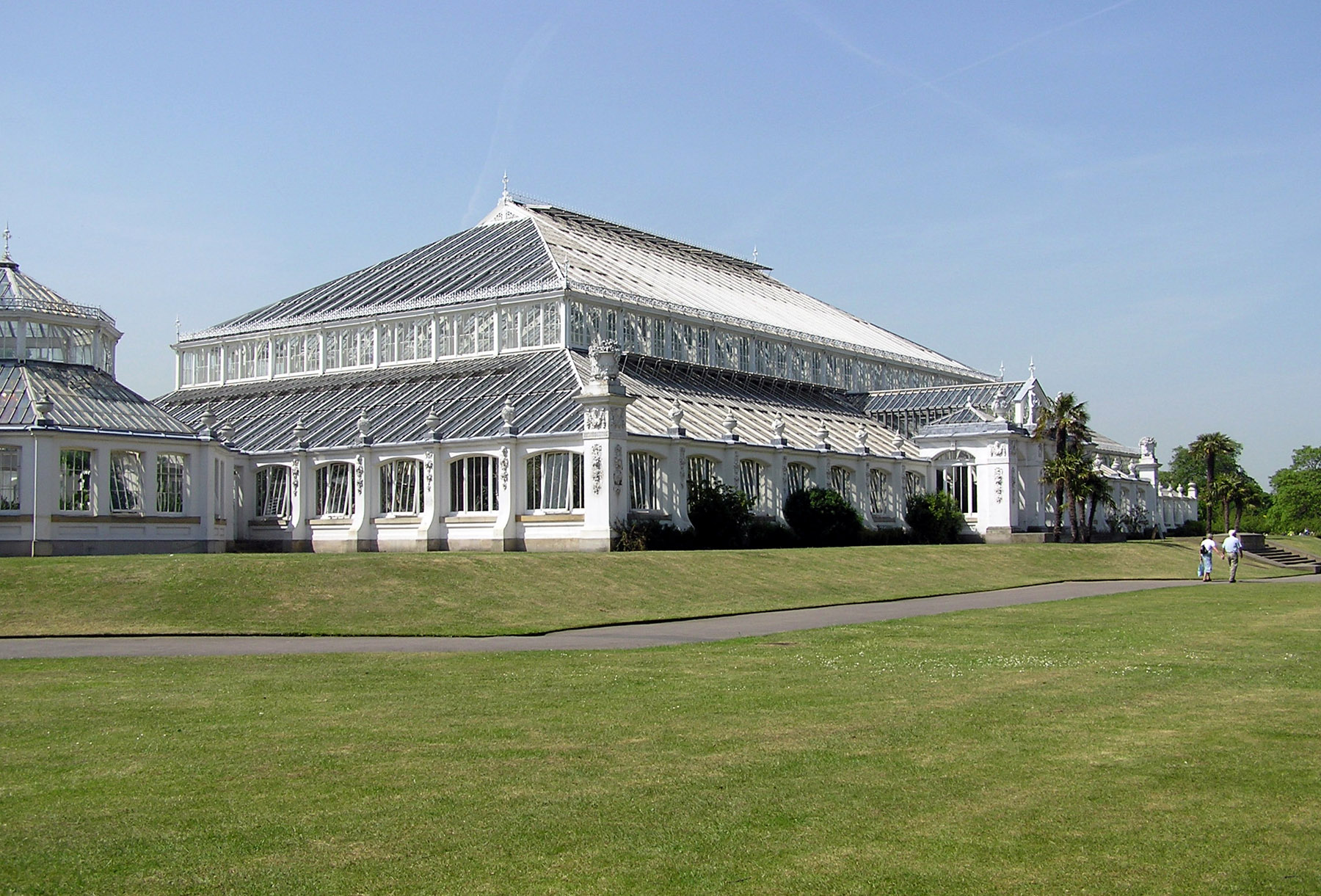
Temperate House

La Temperate House è costituita da un blocco centrale, costruito tra il 1859 e il 1869, alle cui estremità si trovano due serre ottagonali, aggiunte tra il 1860 and 1899. L'intera struttura copre un'area di 4.880 m², circa il doppio di quella della Palm House. Ospita numerose specie delle diverse zone temperate del mondo. Tra di esse merita un cenno particolare la Jubaea chilensis, la più grande palma indoor del mondo.

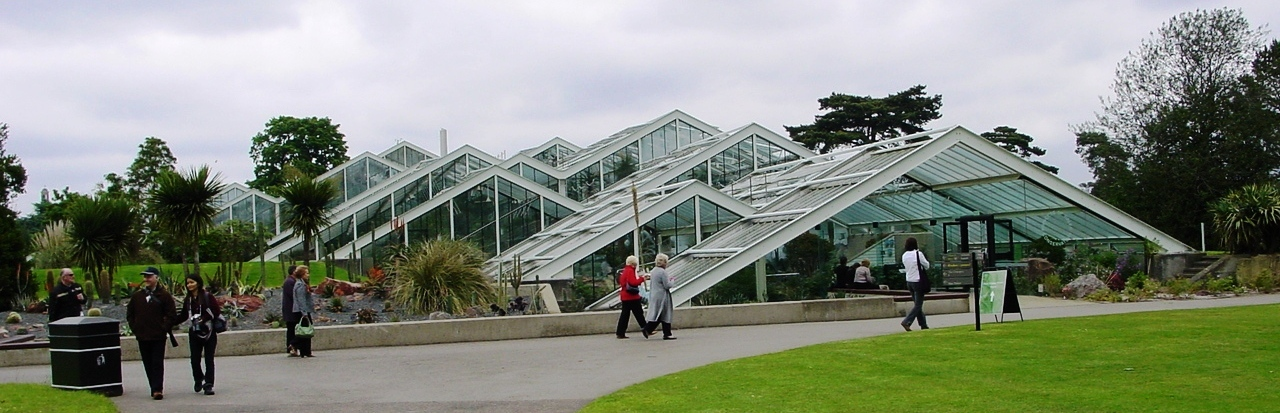
Princess of Wales Conservatory

Nel 1987 c'è stata la inaugurazione di una terza grande serra, la Princess of Wales Conservatory (inaugurata dalla Principessa Diana in memoria della sua antenata Augusta, principessa del Galles), fondatrice dei giardini. La serra ospita 10 differenti zone climatiche, due delle quali, la Dry Tropics e la Wet Tropics, occupano la maggior parte della superficie. Un sofisticato sistema di controllo computerizzato garantisce poi la stabilità di altri otto differenti micro-climi, in aree create per le particolari necessità di specifici gruppi di piante (felci, orchidee, piante carnivore, ..). Sentieri e passerelle collocati a diversi livelli consentono una osservazione ravvicinata di tutte le specie
Altre serre minori sono: 

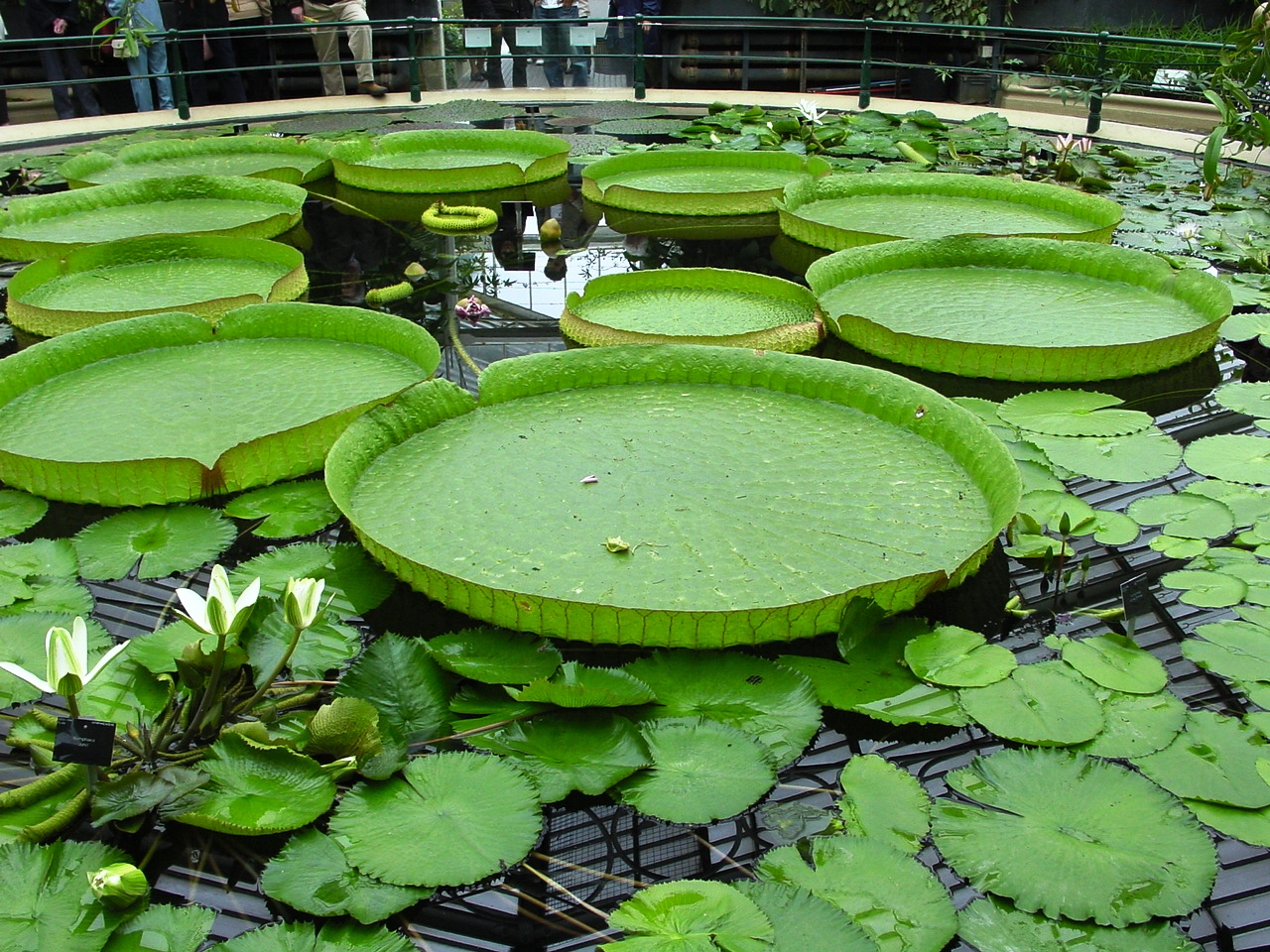
Waterlily House

- la Waterlily House, costruita nel 1852 in stile analogo a quello della Palm House, che ospita numerose specie acquatiche tropicali;
- la Evolution House, donata dal governo australiano nel 1949, ospita un percorso guidato attraverso la storia evolutiva delle piante;
- la Bonsai House, costruita nel 1887 ed interamente ristrutturata nel 1981, ospita una piccola collezione di bonsai;
- la nuova Alpine House, aperta al pubblico nel 2006, è la più piccola delle serre ed ospita piante degli ambienti artici, alpini ed equatoriali di alta quota;

### La Grande Pagoda

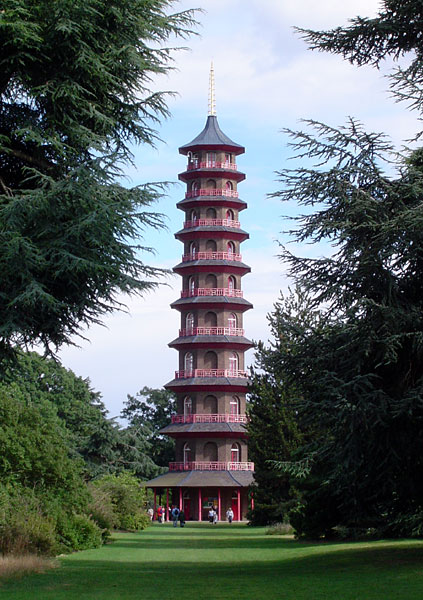
La Pagoda in Kew.

Nell'angolo sud-est dei Kew Gardens si erge la Grande Pagoda (di William Chambers), eretta nell'anno 1762, ispirata al modello della Taa cinese. Il più basso dei dieci piani ottagonali ha un diametro di 15 metri. L'intera struttura, dalla base al punto più alto, è alta 50 metri.
Ogni piano finisce con un tetto pensile, secondo il costume cinese, ricoperto da piastre di ferro verniciato di differenti colori, ed attorno a ciascuno di essi c'è una galleria circondata da una ringhiera. Tutti gli angoli del tetto erano adornati con grande teste di dragone, ottanta in tutto, ricoperte da un vetro sottile di vari colori; oggi sono tutte rovinate. Le mura dell'edificio sono fatte di mattoni molto duri. La scala si sviluppa al centro dell'edificio.

### Musei e gallerie
Vicino alla Palm House esiste un edificio noto come Museum No.1 che fu progettato da Decimus Burton e aperto nel 1857, con la finalità di illustrare la dipendenza dell'umanità dalle piante. L'edificio, che ospitava le collezioni di botanica economica, incluso attrezzi, ornamenti, indumenti, cibo e medicine, è stato interamente rinnovato nel 1998. I due piani superiori sono ora un education centre mentre il piano terra ospita la mostra "Plants+People" che illustra le varietà di piante nelle diverse parti del mondo e gli usi che i diversi popoli ne fanno.

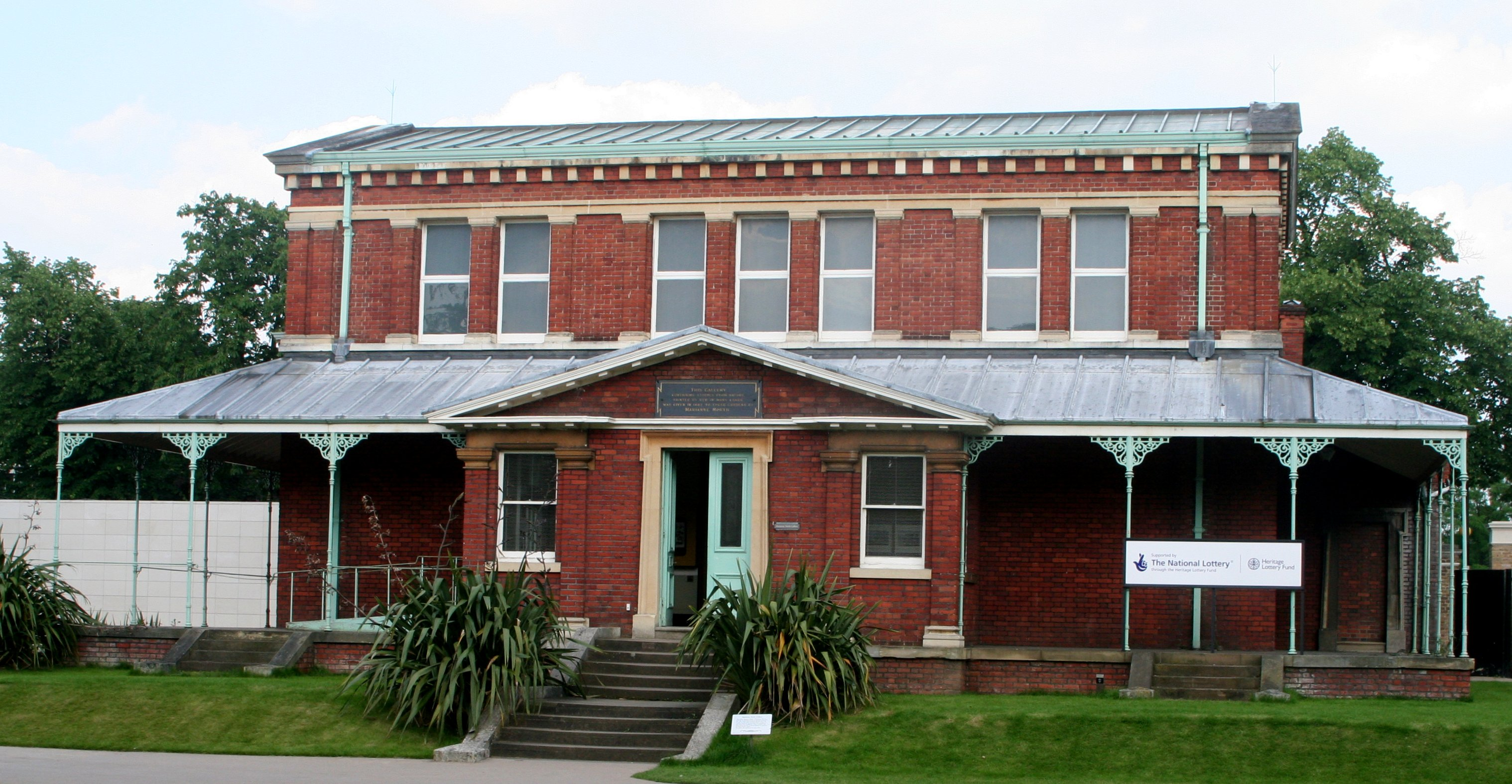
La Marianne North Gallery

La Marianne North Gallery fu costruita nel 1880 per ospitare i dipinti di Marianne North, figlia di un parlamentare che compì molti viaggi in Nord America e Sud-America, nonché in molti paesi dell'Asia, dipingendo numerose specie di piante. La collezione raccoglie 832 dipinti.
Come risultato del Festival del Giappone del 2001, i Kew Gardens acquisirono una casa giapponese in legno denominata Machiya. Fu originariamente eretta intorno al 1900 in un sobborgo di Okazaki e quindi riassemblata a Kew grazie alla collaborazione tra un gruppo di artigiani giapponesi e le maestranze inglesi del Globe Theatre.

### Statue

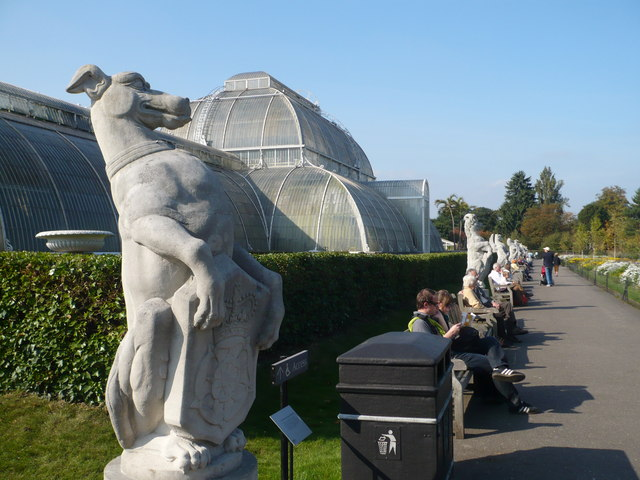
I Queen's Beasts

In prossimità della Palm House vi è una fila di dieci statue d'animali, ognuna delle quali tiene uno stemma. Le statue sono conosciute come i Queen's Beasts (Animali della Regina) e rimarcano le origini dinastiche della regina Elisabetta II. Furono originalmente scolpite per l'incoronazione della Regina Elisabetta II nel 1953; sono state sostituite da copie nel 1958. Gli animali sono: il leone d'Inghilterra, il grifone del re Edoardo III, il falcone dei Plantageneti, il bue nero di Clarence, il leone bianco di Mortimer, l'eale di Beaufort, il greyhound di Richmond, il drago rosso del Galles, l'unicorno di Scozia e il cavallo bianco di Hannover.

### Herbarium
Kew è un importante centro di raccolta di semi; ha una delle più importanti seedbanks. Assieme all'Harvard University Herbaria, e all'Australian National Herbarium, cooperano all'IPNI database per produrre un autorevole fonte di informazioni sulla nomenclatura delle piante.

## Specie presenti
Su una superficie di oltre 120 ettari trovano ospitalità oltre 40.000 varietà di piante.
L'Arboretum ospita circa 14000 alberi appartenenti a specie provenienti da ogni parte del mondo, con esemplari risalenti alle esplorazioni botaniche degli inizi del XVIII secolo ed altri frutto delle spedizioni più recenti. Meritano una menzione particolare alcuni esemplari "storici" di Castanea sativa, Ginkgo biloba, Robinia pseudoacacia, Platanus orientalis, Zelkova carpinifolia, Quercus castaneifolia e Sophora japonica. Quest'ultima, nota come Pagoda Tree, è uno degli alberi più caratteristici e affascinanti con il suo tronco adagiato su un lato e particolarmente intrecciato. È stato piantato a Kew nel 1760.
Altre specie arboree presenti sono:
Pinus pinea, Cedrus atlantica, Cedrus libani, Ilex aquifolium, Acer palmatum, Araucaria araucana, Taxodium distichum.

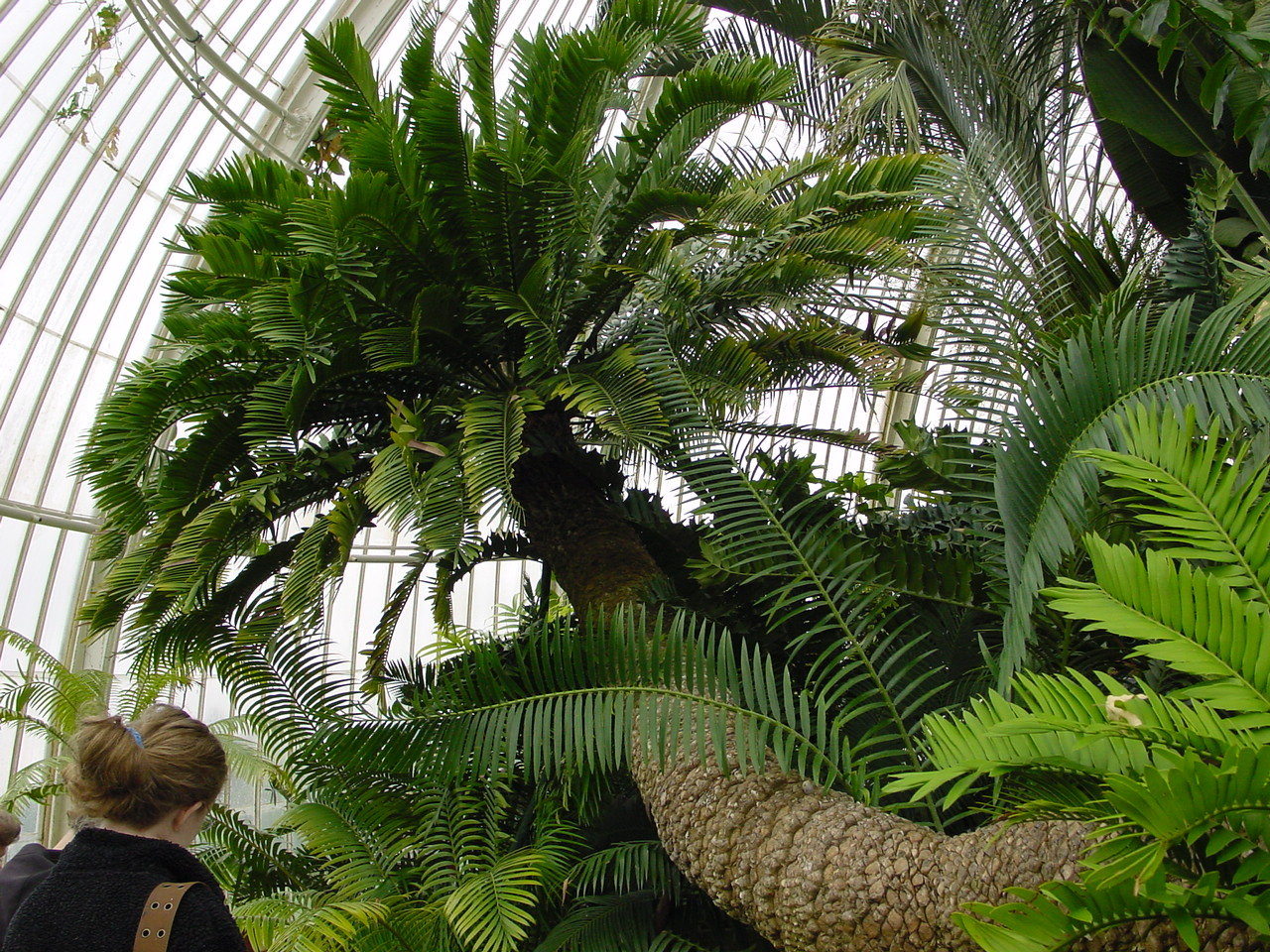
Encephalartos altensteinii, Palm House

La Palm House ospita molte specie di palme, alcune molto rare, tra cui Bactris gasipaes, Attalea speciosa, Syagrus romanzoffiana, Elaeis oleifera, Cocos nucifera, Elaeis guineensis, Dypsis decaryi; un cenno particolare merita la Lodoicea maldivica, che ha il primato del più grosso seme del mondo.
Tra le cicadi meritano un cenno alcuni rari esemplari del Sudafrica: Encephalartos altensteinii e Encephalartos ferox, di cui esistono due esemplari di entrambi i sessi. Nella Temperate House si trova poi la pianta in assoluto più rara dei Kew Gardens, uno dei pochi esemplari superstiti di Encephalartos woodii.

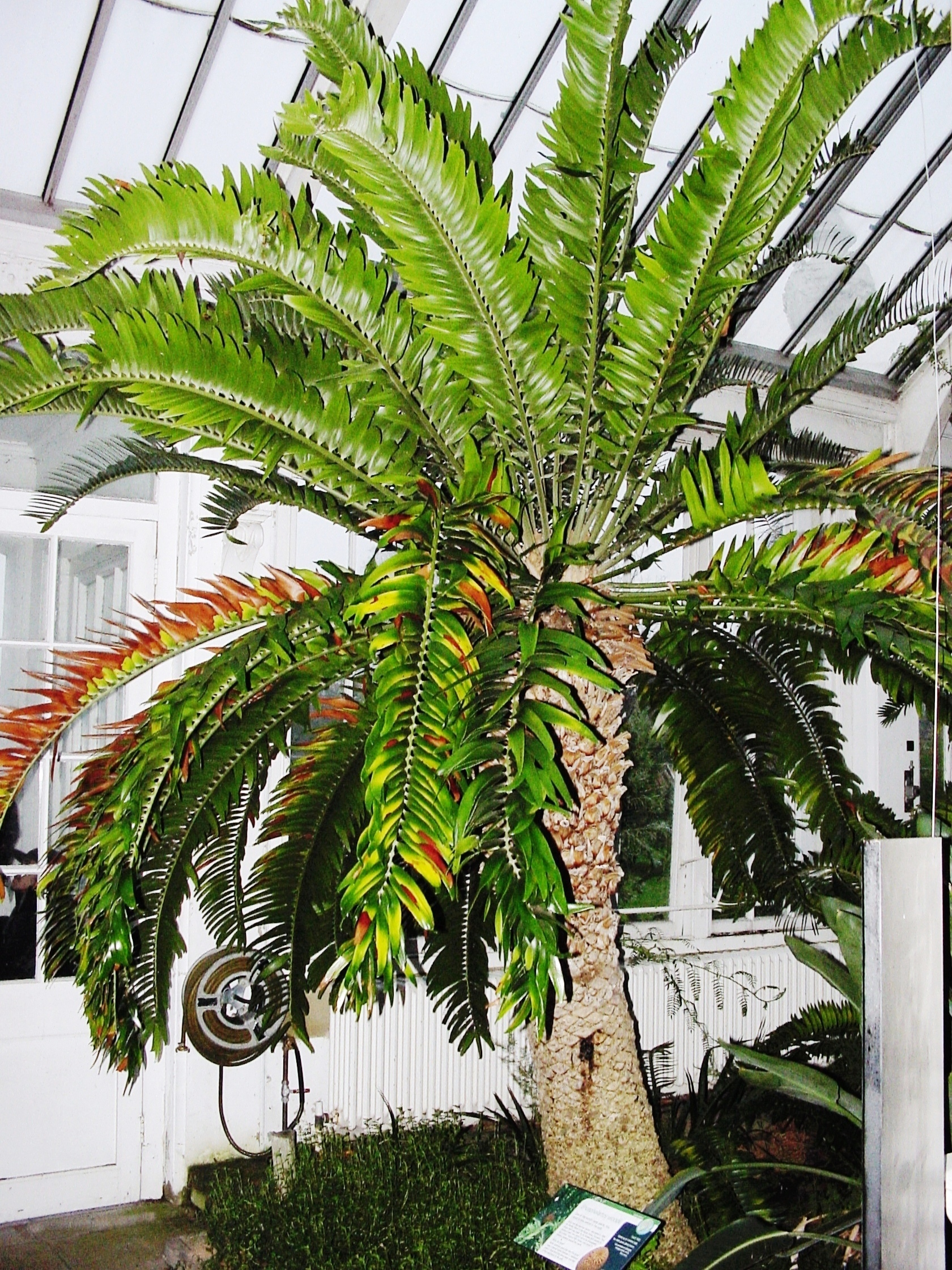
Encephalartos woodii, Temperate House

Tra le specie ospitate nella Temperate House vi sono anche altre specie a rischio di estinzione negli habitat di origine quali Hibiscus liliiflorus delle isole Rodrigues e Trochetiopsis erthroxylon di Saint Helena, nonché specie di particolare interesse economico quali il the (Camellia sinensis), il chinino (Cinchona) e una ampia collezione di differenti specie di agrumi. Abbiamo poi piante delle zone temperate americane (Fuchsia spp., Salvia spp., Brugmansia spp.), australiane (Banksia spp., Protea cynaroides).

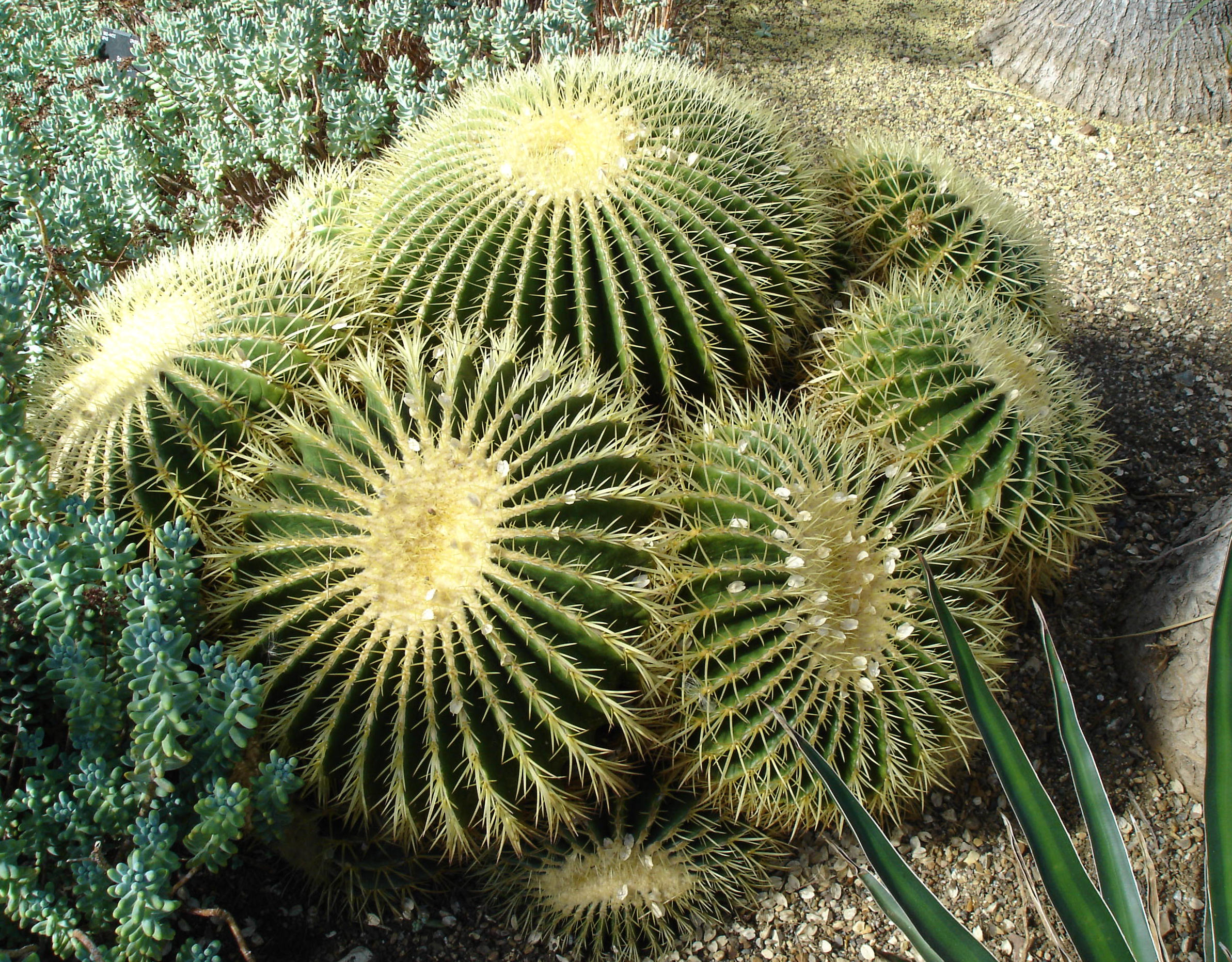
Echinocactus grusonii, Princess of Wales Conservatory

Nella Princess of Wales Conservatory  sono ospitati altri esemplari record dei Kew Gardens: l'Amorphophallus titanum, la cui gigantesca infiorescenza, alta oltre 3 m, non ha eguali nel mondo vegetale; l'acquatica Victoria Longwood, un incrocio tra Victoria amazonica e Victoria cruziana, le cui foglie raggiungono un diametro di oltre 2.5 m.
La serra accoglie inoltre una ampia varietà di specie di piante succulente e una collezione di piante carnivore.

## Notizie utili
L'ingresso ai giardini è a pagamento (16 sterline per il biglietto intero).
La stazione della metropolitana di Londra più vicina è la Kew Gardens station (District Line e Overground) a nord dei giardini, facilmente raggiungibili a piedi.
Ogni giorno (tranne Natale) si svolgono visite guidate gratuite, che iniziano alle 11 e alle 14. È anche disponibile, a pagamento, un autobus che effettua un giro dei giardini, con spiegazioni tenute dal guidatore.

## Curiosità
- I Royal Gardens at Kew sono citati nel brano The Return of the Giant Hogweed dei Genesis, dall'album Nursery Cryme, come luogo in cui viene inizialmente trapiantato il terribile hogweed destinato a rivelarsi una pianta assassina. La storia trae spunto da una specie botanica realmente esistente, l'Heracleum mantegazzianum (il testo del brano cita tale nomenclatura latina, sebbene con un errore: mantegazziani), pianta dagli effetti altamente urticanti sull'uomo la cui diffusione in Europa costituisce una minaccia per la biodiversità, specialmente in Inghilterra.
- Nel videogioco MediEvil 2 per PlayStation, i Giardini di Kew sono l'ambientazione di un intero livello del gioco.
- I giardini sono l'ambientazione principale di uno dei casi del videogioco del 2014 Sherlock Holmes: Crimes & Punishments basato sul personaggio di Sherlock Holmes di Arthur Conan Doyle. Il caso, chiamato "The Kew Gardens Drama" impegna il detective Holmes nell'investigare sul furto di alcune piante esotiche ai giardini. Il tutto si trasforma in un caso di omicidio quando si scopre che il direttore dei giardini è morto in circostanze misteriose pochi giorni prima.
- Nel febbraio 1913, la Tea House fu bruciata dalle suffragette Olive Wharry e Lilian Lenton durante una serie di attacchi incendiari a Londra.[1]